# Teorema del bucle
En matemàtiques, en la topologia de 3 varietats, el teorema del bucle és una generalització del lema de Dehn. El teorema del bucle va ser provat per primera vegada per Christos Papakyriakopoulos el 1956, juntament amb el lema de Dehn i el teorema de l'esfera.
Una versió senzilla i útil del teorema del bucle afirma que si per a alguna varietat M tridimensional amb límit ∂M hi ha un mapa.
{\displaystyle f\colon (D^{2},\partial D^{2})\to (M,\partial M)}
amb {\displaystyle f|\partial D^{2}} no nulhomotòpic a {\displaystyle \partial M}, llavors hi ha una incrustació amb la mateixa propietat.
La següent versió del teorema del bucle, a causa de John Stallings, es dona en els tractats estàndard de 3 varietats (com Hempel o Jaco):
Deixar {\displaystyle M} ser un 3-varietat i deixar {\displaystyle S} ser una superfície connectada {\displaystyle \partial M}. Deixa{\displaystyle N\subset \pi _{1}(S)} ser un subgrup normal tal que {\displaystyle \mathop {\mathrm {ker} } (\pi _{1}(S)\to \pi _{1}(M))-N\neq \emptyset }. Deixar {\displaystyle f\colon D^{2}\to M} ser un mapa continu tal que {\displaystyle f(\partial D^{2})\subset S} i {\displaystyle [f|\partial D^{2}]\notin N.} Aleshores hi ha una incrustació {\displaystyle g\colon D^{2}\to M} de tal manera que {\displaystyle g(\partial D^{2})\subset S} i {\displaystyle [g|\partial D^{2}]\notin N.}
A més, si es comença amb un mapa f en posició general, aleshores per a qualsevol veïnat U del conjunt de singularitats de f, podem trobar una g amb imatge dins de la unió d'imatge de f i U.
La prova de Stalling utilitza una adaptació, a causa de Whitehead i Shapiro, de la "construcció de la torre" de Papakyriakopoulos. La "torre" fa referència a una seqüència especial de cobertes dissenyades per simplificar els ascensors del mapa donat. Papakyriakopoulos va utilitzar la mateixa construcció de torre per demostrar el teorema de l'esfera (3-varietats), que estableix que un mapa no trivial d'una esfera en una 3-varietat implica l'existència d'una incrustació no trivial d'una esfera. També hi ha una versió del lema de Dehn per als discos mínims a causa de Meeks i S.-T. Yau, que també es basa de manera crucial en la construcció de la torre.
Existeix una prova que no utilitza la construcció de la torre de la primera versió del teorema del bucle. Això va ser fet essencialment fa 30 anys per Friedhelm Waldhausen com a part de la seva solució al problema de la paraula per a varietats de Haken; tot i que va reconèixer que això donava una demostració del teorema del bucle, no va escriure una demostració detallada. L'ingredient essencial d'aquesta prova és el concepte de jerarquia Haken. Les proves van ser escrites més tard per Klaus Johannson, Marc Lackenby i Iain Aitchison amb Hyam Rubinstein.

## Corol·lari
Un corol·lari fàcil del teorema del bucle és el següent: Let {\displaystyle M} ser un compacte orientable irreductible 3-varietat. Aleshores {\displaystyle \partial M} és incompressible si i només si {\displaystyle \pi _{1}(F)\to \pi _{1}(M)} és injectiu per a cada component {\displaystyle F} de {\displaystyle \partial M}.